# Confine tra Bulgaria e Serbia
Il confine tra la Bulgaria e la Serbia descrive la linea di demarcazione tra questi due Stati. Ha una lunghezza di 318 km.

## Formazione del confine
Il confine fu delineato dopo la fine della guerra tra Russia e Turchia, con l'istituzione del Principato di Bulgaria. 
Con la pace di Santo Stefano, la Russia promise di cedere la Serbia all'impero austro-ungarico, ma non mantenne la promessa.
Così nel 1878 si riunirono a Berlino tutti i capi di stato europei e vennero ridisegnati i confini in Europa orientale, riducendo considerevolmente la presenza ottomana, limitando leggermente la presenza russa nella penisola balcanica a vantaggio della Germania. Il confine delineato tra Bulgaria e Serbia non subì variazioni di tratta, sebbene i due stati cambiarono denominazione durante i secoli.

## Corso del confine
Il confine comincia a nord col la triplice frontiera della Serbia, Romania e Bulgaria, dove l'affluente Timok incontra il Danubio. Inizialmente, il corso del confine segue il Timok fino a Bregovo, poi devia verso sud per seguire il profilo montuoso dei Balcani occidentali.
Il profilo del confine rimane di carattere montuoso fino alla triplice frontiera a sud tra Serbia, Macedonia del Nord e Bulgaria.